# 196 km (obwód kałuski)
196 km (ros. 196 км) – przystanek kolejowy w miejscowości Kromino, w rejonie babynińskim, w obwodzie kałuskim, w Rosji. Położony jest na linii Moskwa – Briańsk – Kijów.